# Lonely Hearts
Lonely Hearts —conocida en Hispanoamérica como Amores asesinos y en España como Corazones solitarios— es una película de 2006 dirigida por Todd Robinson. Actuaron en ella John Travolta, James Gandolfini, Jared Leto y Salma Hayek, entre otros.

## Sinopsis
En los años 1940, Martha Beck (Salma Hayek) y Raymond Fernández (Jared Leto) formaron la pareja más buscada de Estados Unidos. Sus objetivos eran viudas de guerra y mujeres adineradas que tenían la mala fortuna de responder a los anuncios en prensa en los que Ray se presentaba como el amante latino ideal. En este juego mortal, Martha se hacía pasar por su hermana. Cometieron una veintena de crímenes. El detective Elmer C. Robinson (John Travolta) participó en su captura en 1949.

## Hechos reales
La película está inspirada en los asesinos Raymond Fernández y Martha Beck que cometieron una serie de asesinatos haciéndose pasar por hermanos y engañando a mujeres para quedarse con su dinero.